# Kuhardt
Kuhardt is een plaats in de Duitse deelstaat Rijnland-Palts, en maakt deel uit van de Landkreis Germersheim.
Kuhardt telt 1.870 inwoners.

## Bestuur
De plaats is een Ortsgemeinde en maakt deel uit van de Verbandsgemeinde Rülzheim.

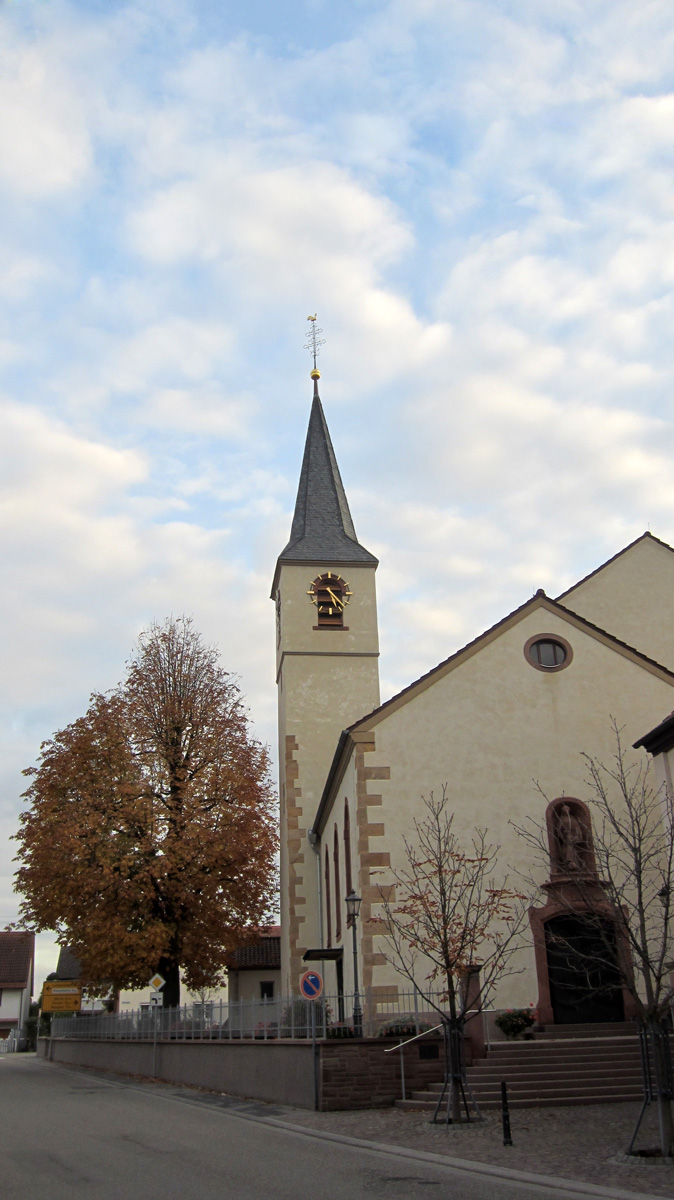
Kerk van St Anna
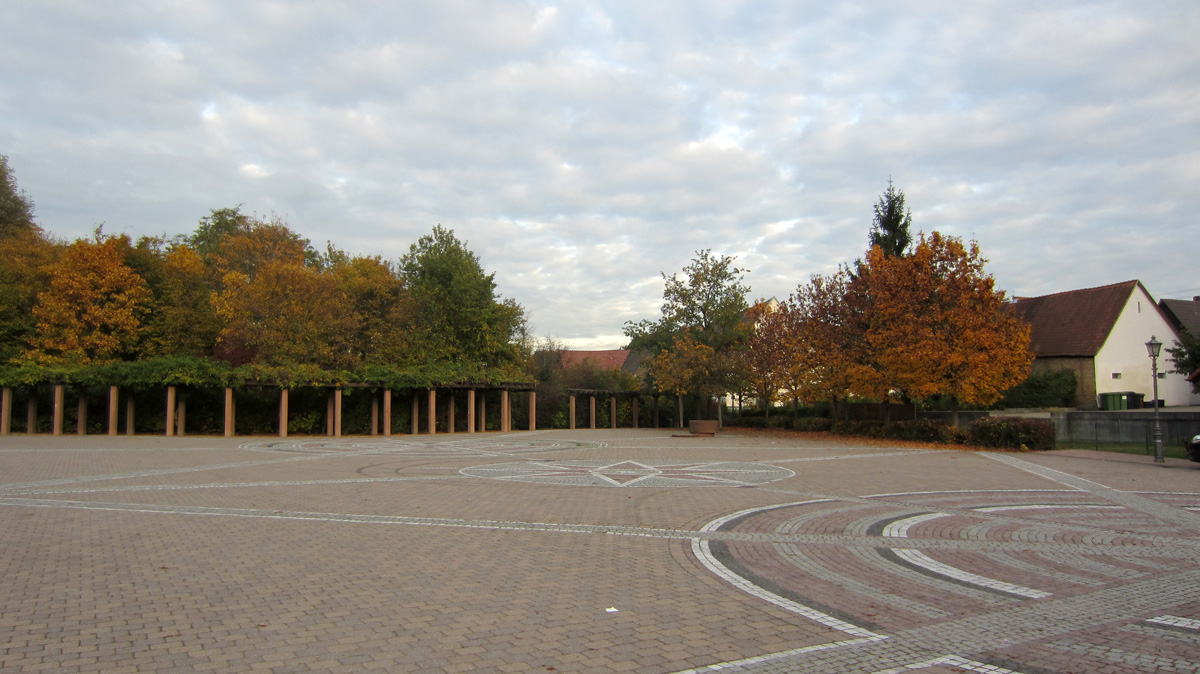
Dorpsplein van Kuhardt